# عمران بوت
عمران بوت (27 ديسمبر 1995 بلاهور في باكستان - ) هو لاعب كريكت باكستاني. لعب مع Lahore Qalandars ‏ وLahore Lions ‏.

## وصلات خارجية
- عمران بوت على موقع إي آس بي آن كريك إنفو (الإنجليزية)